# Sissel Tolaas

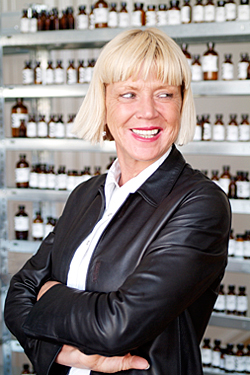
Sissel Tolaas

Sissel Tolaas (ur. 1961 w Stavanger) – norweska badaczka specjalizująca się w olfaktologii, założycielka International Flavors & Fragrances research Lab w Berlinie - w zakresie zapachów i komunikacji niewerbalnej (styczeń 2004).
Dorastała w Islandii i Norwegii. Od 1987 mieszka w Berlinie. Studiowała matematykę, nauki chemiczne, lingwistykę oraz sztuki wizualne (Królewska Akademia w Oslo, Uniwersytet w Oslo, Uniwersytet Warszawski, Petersburski Uniwersytet Państwowy, Uniwersytet w Oxfordzie, Princeton University). Dużo podróżowała. Porozumiewa się i pisze w dziewięciu językach.
Jako światowej sławy specjalistka w dziedzinie zapachów (marketing zapachowy, badanie zapachów, komunikacja językowa i zapachowa) pracowała i współpracowała z wieloma przedsiębiorstwami i jednostkami organizacyjnymi na całym świecie, m.in. z: Louis Vuitton, Estée Lauder, miastem Monachium, Portem lotniczym Oslo-Gardermoen, Fundacją Rockefellera, Uniwersytetem Moskiewskim, Massachusetts Institute of Technology, Uniwersytetem Tsinghua w Pekinie, Columbia University. Jest doradcą wielu projektów, firm i organizacji, m.in.: Statoil New Energy Program, BBC Imagineering, Sony Computer Science Lab, IntelligentFastFood Inc., Charité Humboldt University Hospital.
Od października 2006 wykłada komunikację niewidoczną i retorykę w Harvard Business School.